# Due vite
Chansons représentant l'Italie au Concours Eurovision de la chanson
Brividi
(2022) La noia
(2024)
Singles de Marco Mengoni
Tutti i miei ricordi
(2022)
Clip vidéo
[vidéo] « Due vite », sur YouTube
Due vite (« Deux vies » en italien) est une chanson de Marco Mengoni qui représente l'Italie au Concours Eurovision de la chanson 2023. Elle sort le 8 février 2023, dans le cadre de sa participation au Festival de Sanremo 2023.

## Concours Eurovision de la chanson

### Festival de Sanremo
Due vite est présentée pour la première fois en direct dans la soirée du 8 février 2023, au lendemain de la première soirée du Festival de Sanremo 2023.

Immédiatement donnée favorite pour l'emporter, la chanson est effectivement couronnée gagnante du Festival dans la nuit du samedi 11 au dimanche 12 février 2023.

### À l'Eurovision
Le lendemain de sa victoire au Festival de Sanremo, Marco Mengoni confirme, lors d'une conférence de presse, son intention de représenter l'Italie lors de l'Eurovision 2023, qui se déroule à Liverpool au Royaume-Uni, dix ans après sa première participation en 2013, avec la chanson L'essenziale qu'il a portée à la septième place,.

Pour l'occasion, il sort donc le 31 mars une version raccourcie de la chanson, ayant tronqué le premier couplet pour que la durée de la chanson ne dépasse pas trois minutes, conformément au règlement du Concours.

L'Italie étant membre du Big Five, Due vite est présentée lors de la finale du samedi 13 mai. La chanson se hisse à la 4e place du classement final.